# Emboli
Emboli [‑boli´] (singular: embolus), av grekiskans έμβολος, "propp", "plugg", är när en kropp, till exempel en blodpropp (trombos) eller en luftbubbla, vandrar i blodkärlen och blockerar dessa. Blodproppen kan bestå av till exempel koagulerat blod, en luftbubbla eller fett. Blodproppen vandrar tills den fastnar och orsakar en förträngning eller blockering i en annan del av kroppen än där den bildats.
Embolism är ett sjukdomstillstånd som orsakas av en emboli.
Embolier kan orsaka allvarliga problem då organ som exempelvis hjärnan, hjärtat eller lungorna kan förlora sin funktion då blodtillförseln till respektive organ stryps. Stroke och lungemboli är två exempel på allvarliga sjukdomstillstånd som kan orsakas av emboli.